# ZFPM1
ZFPM1‏ (Zinc finger protein, FOG family member 1) هوَ بروتين يُشَفر بواسطة جين ZFPM1 في الإنسان.